# وینیاله مونفراتو
وینیاله مونفراتو (به ایتالیایی: Vignale Monferrato) یک کومونه در ایتالیا است که در استان آلساندریا واقع شده‌است. وینیاله مونفراتو ۱۸٫۸ کیلومتر مربع مساحت و ۱٬۰۸۴ نفر جمعیت دارد و ۳۰۸ متر بالاتر از سطح دریا واقع شده‌است.